# Biatlo nos Jogos Olímpicos de Inverno de 1972
O biatlo nos Jogos Olímpicos de Inverno de 1972 consistiu de dois eventos, realizados em Sapporo, no Japão. Consistiu das provas de revezamento 4x7,5 quilômetros e da tradicional prova individual de 20 km.
Magnar Solberg da Noruega conquistou o bicampeonato olímpico na prova individual de 20 quilômetros, assim como a equipe da União Soviética manteve o título no revezamento de 4,7,5 km.

## Medalhistas
| Evento                        | Ouro                                                                           | Prata                                                                  | Bronze                                                                              |
| ----------------------------- | ------------------------------------------------------------------------------ | ---------------------------------------------------------------------- | ----------------------------------------------------------------------------------- |
| Individual 20 km detalhes     | Magnar Solberg NOR Noruega                                                     | Hansjörg Knauthe GDR Alemanha Oriental                                 | Lars-Göran Arwidson SWE Suécia                                                      |
| Revezamento 4x7,5 km detalhes | Alexander Tikhonov Rinnat Safin Ivan Biakov Viktor Mamatov URS União Soviética | Esko Saira Juhani Suutarinen Heikki Ikola Mauri Röppänen FIN Finlândia | Hansjörg Knauthe Joachim Meischner Dieter Speer Horst Koschka GDR Alemanha Oriental |

## Quadro de medalhas
| Ordem | País                  | Medalha de ouro | Medalha de prata | Medalha de bronze |   |
| ----- | --------------------- | --------------- | ---------------- | ----------------- | - |
| 1     | NOR Noruega           | 1               |                  |                   | 1 |
| 1     | URS União Soviética   | 1               |                  |                   | 1 |
| 3     | GDR Alemanha Oriental |                 | 1                | 1                 | 2 |
| 4     | FIN Finlândia         |                 | 1                |                   | 1 |
| 5     | SWE Suécia            |                 |                  | 1                 | 1 |
| TOTAL | TOTAL                 | 2               | 2                | 2                 | 6 |